# Syconycteris carolinae
Syconycteris carolinae är en däggdjursart som beskrevs av Frank G. Rozendaal 1984. Syconycteris carolinae ingår i släktet Syconycteris och familjen flyghundar. IUCN kategoriserar arten globalt som sårbar. Inga underarter finns listade.
Denna flyghund förekommer på Halmahera och på mindre öar som tillhör Moluckerna. Arten vistas där i skogar och trädgårdar.